# Xylazin

Strukturformel för Xylazin.

Xylazin är ett preparat som används för sedering, smärtlindring och muskelavslappning vid undersökningar samt vid mindre kirurgiska ingrepp på djur, det är ett tiazinderivat. Xylazin har på senare år använts som en drog under namnet tranq, det blandas då ofta med heroin och fentanyl och ger då känsla av eufori, följt av att man slås ut i flera timmar. Xylazin reducerar också blodtrycket och det kan i sin tur leda till att det tar längre tid för sår att läka och kan även orsaka andra komplikationer som sepsis och hjärtinflammationer och nekros.